# マリア・インマクラータ・フォン・ネアペル＝ジツィリエン

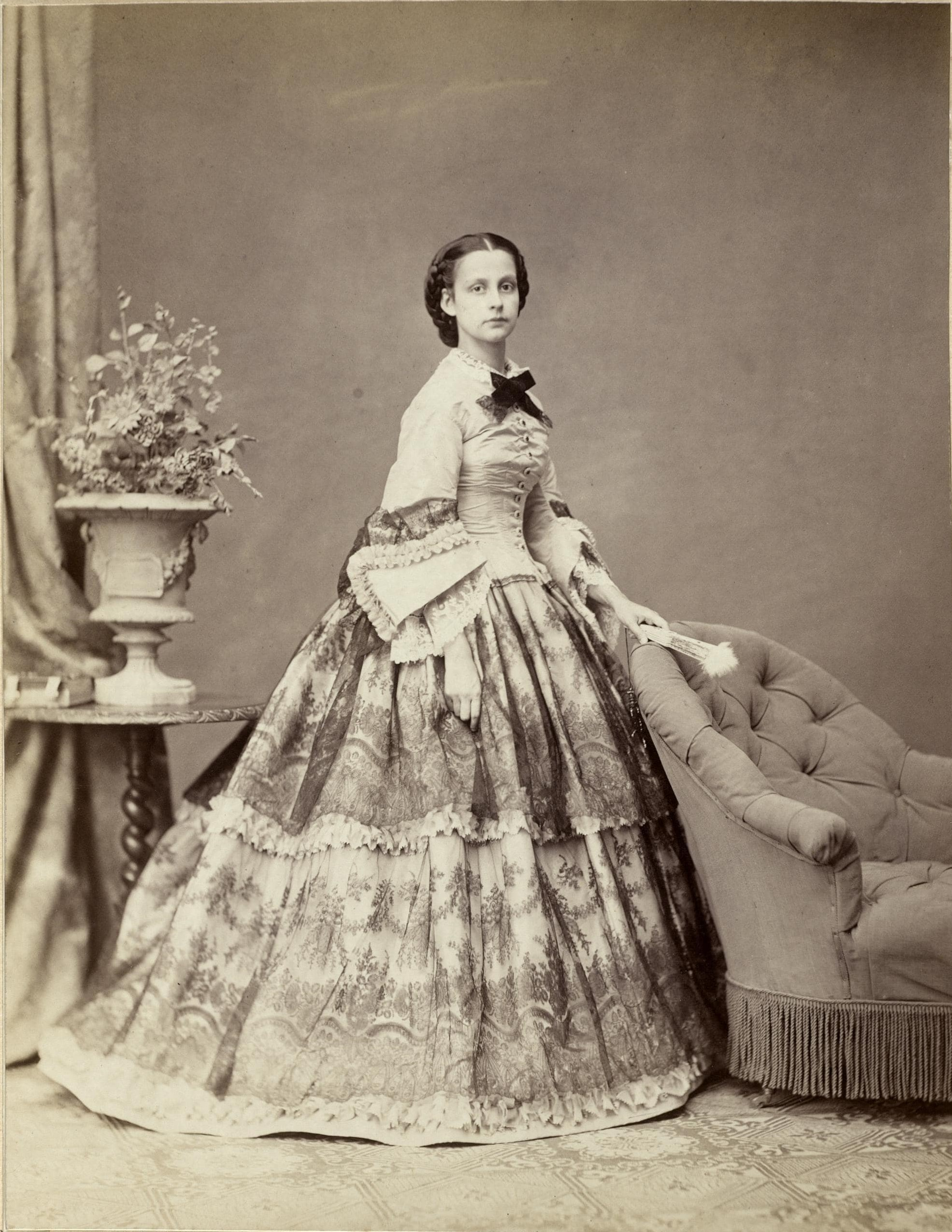
両シチリア王女マリア・インマクラータ

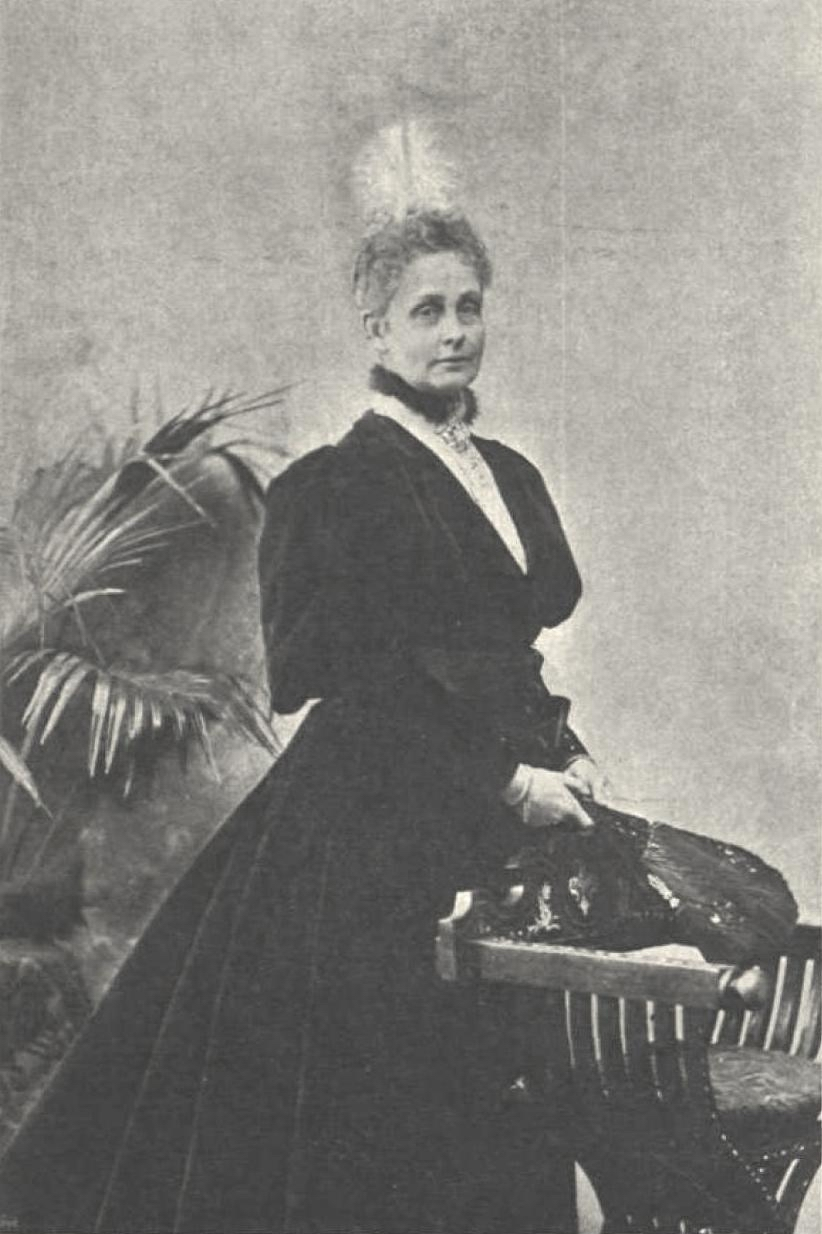
晩年のマリア・インマクラータ大公妃

マリア・インマクラータ・クレメンティーナ・フォン・ネアペル＝ズィツィーリエン（独：Maria Immaculata Clementina von Neapel-Sizilien, 1844年4月14日 - 1899年2月18日）は、南イタリアのブルボン＝シチリア家の王女。ハプスブルク＝トスカーナ家のカール・ザルヴァトール大公と結婚した。
イタリア語名はマリーア・インマコラータ・クレメンティーナ・ディ・ボルボーネ＝ドゥエ・シチリエ（Maria Immacolata Clementina di Borbone-Due Sicilie）。

## 生涯
両シチリア王フェルディナンド2世と、その2番目の妃のオーストリア大公女マリア・テレジアの間の次女として生まれた。家族からは「ペティッタ（Petitta）」の愛称で呼ばれた。1860年、千人隊の侵略により両シチリア王国が崩壊すると、家族と一緒に教皇ピウス9世に保護され、ローマのクイリナーレ宮殿に住んだ。1861年9月19日にローマにおいて、トスカーナ大公レオポルド2世の次男で、オーストリア帝国の陸軍士官だったカール・ザルヴァトールと結婚した。夫の実家も1859年に支配者の座を失っており、夫妻は双方とも亡命王族の身分だった。翌1862年には、姉のマリア・アンヌンツィアータがオーストリア皇帝フランツ・ヨーゼフ1世の弟カール・ルートヴィヒ大公と結婚した。
マリア・インマクラータは美人として有名で、彼女の写真はフランツ・ヨーゼフ1世の妻で美容狂いの皇后エリーザベト・イン・バイエルンの『美人写真帖（Schönheitsalbum）』に収められていた。また、フランツ・ヨーゼフ1世は多産なマリア・インマクラータが子供を出産するたびに真珠のネックレスを贈呈したが、彼女は計10人もの子供をもうけた。このため皇后エリーザベトはカール・ザルヴァトール一家を「真珠採り（Perlenfischer）」と皮肉った。1890年、次男フランツ・ザルヴァトールが皇帝夫妻の末娘マリー・ヴァレリー大公女と結婚したことで、一家と帝室との結びつきは強まった。
1899年に死去し、カプツィーナー納骨堂内のフェルディナント納骨堂（Ferdinandsgruft）に埋葬された。この納骨堂には彼女に先立って亡くなった夫、そして5人の子供たちも葬られていた。

## 子女
夫カール・ザルヴァトールとの間に5男5女、計10人の子女をもうけた。
- マリア・テレジア・アントイネッテ・インマクラータ・ヨーゼファ・フェルディナンダ・レオポルディーネ・フランツィスカ・カロリーネ・イザベラ・ヤヌアリア・アロイジア・クリスティーネ・アンナ（1862年 - 1933年） - 1886年、カール・シュテファン大公と結婚
- レオポルト・ザルヴァトール・マリア・ヨーゼフ・フェルディナント・フランツ・フォン・アッシジ・カール・アントン・フォン・パドゥーア・ヨハン・バプティスト・ヤヌアリウス・アロイス・ゴンツァーガ・ライナー・ヴェンツェル・ガルス（1863年 - 1931年）
- フランツ・ザルヴァトール・マリア・ヨーゼフ・フェルディナント・カール・レオポルト・アントン・フォン・パドゥーア・ヨハン・バプティスト・ヤヌアリウス・アロイス・ゴンツァーガ・ライナー・ベネディクト・ベルンハルト（1866年 - 1939年）
- カロリーネ・マリア・インマクラータ・ヨーゼファ・フェルディナンダ・テレーゼ・レオポルディーネ・アントイネッテ・フランツィスカ・イザベラ・ルイーゼ・ヤヌアリア・クリスティーネ・ベネディクタ・ラウレンツィア・ユスティニアナ（1869年 - 1945年） - 1894年、ザクセン＝コーブルク＝ゴータ公子アウグスト・レオポルトと結婚
- アルブレヒト・ザルヴァトール・マリア・ヨーゼフ・フェルディナント・カール・アントン・ヨハンネス・クサーヴァー・アロイス・ライナー・クレメンス・ロマン（1871年 - 1896年）
- マリア・アントイネッテ・インマクラータ・ヨーゼファ・フェルディナンデ・テレジア・レオポルディーネ・フランツィスカ・カロリーネ・イザベラ・ヤヌアリア・ルイーゼ・クリスティーネ・アポロニエ（1874年 - 1891年）
- マリア・インマクラータ・ライネーラ・ヨーゼファ・フェルディナンデ・テレジア・レオポルディーネ・アントイネッテ・ヘンリエッテ・フランツィスカ・カロリーネ・アロイジア・ヤヌアリア・クリスティーネ・フィロメーナ・ロザリア（1878年 - 1968年） - 1900年、ヴュルテンベルク公ローベルトと結婚
- ライナー・ザルヴァトール・マリア・ヨーゼフ・フェルディナント・レオポルト・カール・アントン・フォン・パドゥーア・フランツ・フォン・アッシジ・ヨハン・バプティスト・クサーヴァー・アロイス・ゴンツァーガ・シュテファン・プロトマルティア・アレクサンダー（1880年 - 1889年）
- ヘンリエッテ・マリア・インマクラータ・アーデルグンデ・ヨーゼファ・フェルディナンデ・テレジア・レオポルディーネ・フランツィスカ・カロリーネ・イザベラ・ヤヌアリア・ルイーゼ・クリスティーネ・エレオノーレ（1884年 - 1886年）
- フェルディナント・ザルヴァトール・フランツ・フォン・アッシジ・カール・アントン・フォン・パドゥーア・ヨハン・バプティスト・クサーヴァー・アロイス・ゴンツァーガ・ライナー・エラスムス（1888年 - 1891年）

## 引用
1. ↑  Darryl Lundy (2003年5月10日). “Marie Immaculee di Borbone, Principessa di Borbone delle Due Sicilie”.  thePeerage.com. 2011年7月22日閲覧。